# Молитвы на сон грядущим

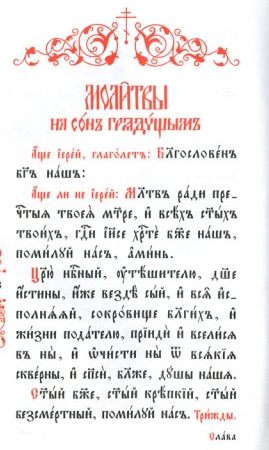
Молитвы на сон грядущим

Моли́твы на сон гряду́щим (вече́рние моли́твы) — заключительная часть обязательного ежедневного регулярного молитвенного (келейного) правила прихожанина и клирика Русской православной церкви, а также некоторых поместных церквей, исторически связанных с РПЦ, читаемая каждый раз перед отходом к ночному сну. Молитвословы соответствующих церквей содержат текст «Молитв на сон грядущим».
Сложившийся к настоящему времени в Русской православной церкви порядок чтения молитв на сон грядущим при молитве по молитвослову имеет следующий вид:
1. Начальные молитвы
2. Тропари предначинательные[6]: Поми́луй нас, Го́споди, поми́луй нас;..
3. Господи, помилуй. (12 раз)
4. Молитва 1-я, святого Макария Великого, к Богу Отцу: Бо́же ве́чный и Царю́ вся́каго созда́ния,..
5. Молитва 2-я, святого Антиоха, ко Господу нашему Иисусу Христу: Вседержи́телю, Сло́во О́тчее,..
6. Молитва 3-я, ко Пресвятому Духу: Го́споди, Царю́ Небе́сный, Уте́шителю, Ду́ше и́стины,..
7. Молитва 4-я, святого Макария Великого: Что Ти принесу́, или́ что Ти возда́м,..
8. Молитва 5-я: Го́споди Бо́же наш, е́же согреши́х во дни сем...
9. Молитва 6-я: Го́споди Бо́же наш, в Него́же ве́ровахом,..
10. Молитва 7-я, святого Иоанна Златоуста (24 молитвы, по числу часов дня и ночи): Го́споди, не лиши́ мене́ небе́сных Твои́х благ...
11. Молитва 8-я, ко Господу нашему Иисусу Христу: Го́споди Иису́се Христе́, Сы́не Бо́жий, ра́ди честне́йшия Ма́тере Твоея́,..
12. Молитва 9-я, ко Пресвятой Богородице, Петра Студийского: К Тебе́ Пречи́стей Бо́жией Ма́тери аз окая́нный припа́дая молю́ся:..
13. Молитва 10-я, ко Пресвятой Богородице: Блага́го Ца́ря блага́я Ма́ти,..
14. Молитва 11-я, ко святому Ангелу хранителю: А́нгеле Христо́в, храни́телю мой святы́й...
15. Кондак Богородице Взбра́нной Воево́де победи́тельная,..
16. Богоро́дице Де́во, не пре́зри мене́, гре́шнаго,..
17. Молитва святого Иоанникия Великого: Упова́ние мое́ Оте́ц, прибе́жище мое́ Сын, покро́в мой Дух Святы́й: Тро́ице Свята́я, сла́ва Тебе́.
18. Го́споди, поми́луй. (Трижды)
19. Го́споди Иису́се Христе́, Сы́не Бо́жий, моли́тв ра́ди Пречи́стыя Твоея́ Ма́тере, преподо́бных и богоно́сных оте́ц на́ших и всех святы́х, поми́луй нас. Ами́нь.
20. Молитва святого Иоанна Дамаскина: Влады́ко Человеколю́бче, неуже́ли мне одр сей гроб бу́дет,..
21. Пресла́вную Бо́жию Ма́терь, и святы́х А́нгел Святе́йшую,..
22. Знаменование себя крестом с молитвой Честному Кресту: Да воскре́снет Бог, и расточа́тся врази́ Его́,..
23. Или кратко: Огради́ мя, Го́споди, си́лою Честна́го и Животворя́щаго Твоего́ Креста́, и сохрани́ мя от вся́каго зла.
24. Ненави́дящих и оби́дящих нас прости́, Го́споди Человеколю́бче...
25. Исповедание грехов повседневное: Испове́даю Тебе́ Го́споду Бо́гу моему́ и Творцу́,..
26. При отходе ко сну произносится: В ру́це Твои́, Го́споди Иису́се Христе́, Бо́же мой, предаю́ дух мой: Ты же мя благослови́, Ты мя поми́луй и живо́т ве́чный да́руй ми. Ами́нь.

Согласно с указанием молитвослова, на Пасху и всю последующую седмицу (поскольку указанная седмица завершается к вечеру субботы, подразумевается — до вечера пятницы включительно) вместо «Молитв на сон грядущим» читаются или поются Пасхальные часы (краткое «последование», т.е. краткая служба). Аналогичное правило указано и для «Утренних молитв».

## История и традиции
Современный состав «Молитв на сон грядущим» (равно, как молитв утренних) сформировался около двух столетий назад, а сами молитвы, подписанные именами древних святых, в славянских рукописях появились в разрозненном виде только в XVI—XVII веках.
У старообрядцев вместо Молитв на сон грядущим читается повечерие (так же и в греческих церквях), а вместо молитв утренних вычитывается полунощница.
В дни двунадесятых праздников и их попразднств существует обычай добавлять к Вечерним молитвам тропарь, кондак, задостойник со стихом и величание праздника, а дни Великого поста — молитву Ефрема Сирина. Могут быть добавлены молитвы о близких родственниках живых и уже умерших, о благодетелях, о враждующих, о богохранимой стране проживания и обо всём мире. В монастырях и духовных семинариях при наличии во время чтения молитв священника в конце их им могут быть совершены сугубая ектения и отпуст. Непосредственно перед сном возможно чтение 90-го псалма с осенением крестным знамением всех четырёх стен помещения для предстоящего сна.